# 三國之戰
三國之戰，或稱為不列顛內戰，是一場在1639年至1651年發生的戰爭，當中包括數場戰役，如較為人知曉的英國內戰。而類似的騷亂也同時在歐洲一些地區發生，例如當時法國的福隆德運動。